# 沃爾格特郡
沃爾格特郡（英語：Walgett Shire），為澳大利亞新南威爾士州北部、接連昆士蘭州的一個地區政府。巴旺河東南方的地區以農業為主，生產羊毛、小麥和棉花，亦有飼養牛隻。巴旺河的西北方則為採黑蛋白石的熱點。